# Ставрикозавр
Ставрикозавр (лат. Staurikosaurus) — монотипический род ящеротазовых динозавров позднего триасового периода из семейства Herrerasauridae, один из первых динозавров планеты. Единственный вид в роде — Staurikosaurus pricei.

## Происхождение названия
Родовое имя динозавра «ставрикозавр» связано с названием созвездия Южный Крест (др.-греч. Σταυρός), изображённого на гербе Бразилии и хорошо видимого в Южном полушарии, как свидетельство редких находок динозавров в Южном полушарии. Видовое имя pricei посвящено бразильскому палеонтологу Л. И. Прайсу (англ. Llewellyn Ivor Price), обнаружившему скелет ставрикозавра.

## Описание
Ставрикозавр обитал в карнийском веке верхнего триасового периода, около 225 млн лет назад. Он достигал длины 2,25 м, высоты 80-100 см и весил около 30 кг. Единственная находка ставрикозавра очень неполная: состоит из большей части позвоночника, фрагментов ног и нижней челюсти. Реставрация ставрикозавра выполнялась исходя из предположения, что динозавр на заре эпохи не мог быть очень сложным и иметь узкоспециализированные органы. Поэтому ставрикозавра изображают обычно с простыми пятью пальцами передних и задних конечностей. Однако найденных фрагментов достаточно, чтобы судить о том, что ставрикозавр был довольно быстрым хищником.

Размер ставрикозавра по сравнению с человеком
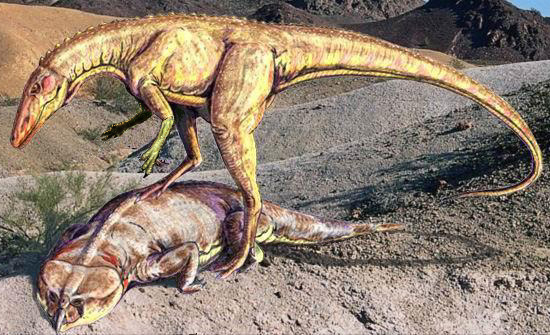
Ставрикозавр и ринхозавр Paradapedon
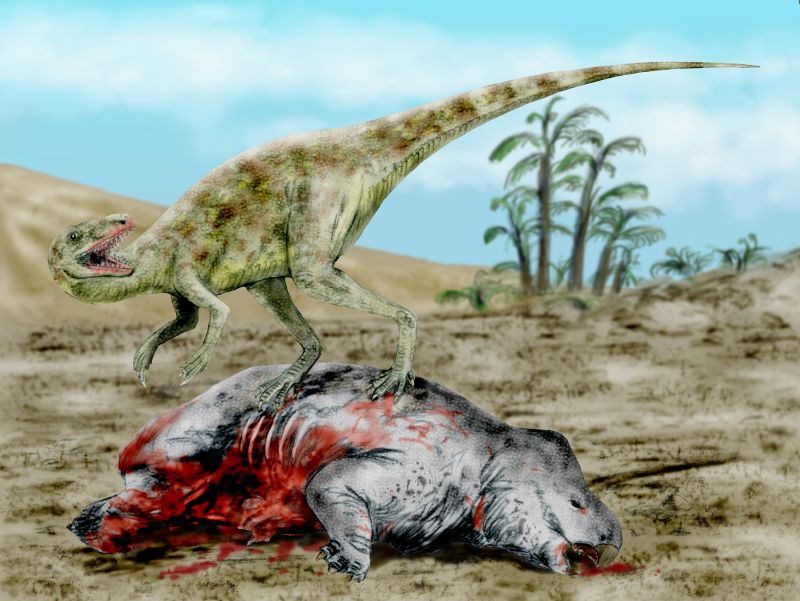
Staurikosaurus pricei